# Gruczoły wylęgowe

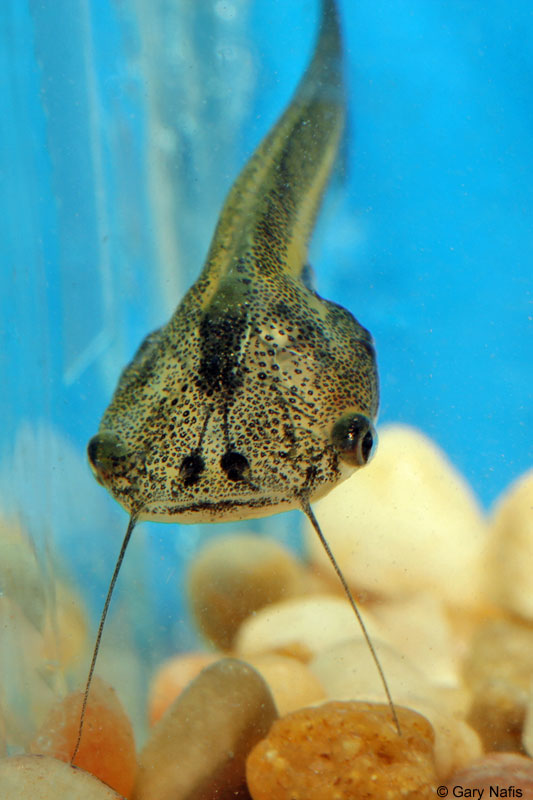
Gruczoły wylęgowe występują u kijanek między oczami. Na zdjęciu larwa Xenopus laevis

Gruczoły wylęgowe – gruczoły obecne w naskórku larw płazów. Wytwarzają one enzymy białkowe posiadające zdolność rozkładania zbudowanej z białka otoczki ochraniającej jajo. Podczas wylęgania zarodek wykluwający się z jaja musi się z niej uwolnić. Gruczoły te zanikają po przeobrażeniu.
Dorosłe płazy mają w skórze kilka rodzajów gruczołów, zagłębiających się kanalikami w obręb skóry właściwej i uchodzących przez naskórek na zewnątrz ciała. Odróżniają się od nich gruczoły występujące u płazów w stadium larwy (kijanki). Bardziej niż gruczoły dorosłych osobników własnej grupy przywodzą one na myśl gruczoły spotykane u ryb. Zwykle są to gruczoły jednokomórkowe. Prócz gruczołów śluzowych i cementowych larwy płazów ogoniastych i niektórych bezogonowych posiadają specjalne gruczoły wylęgowe. Gruczoły takie stwierdzono u większości płazów występujących w Polsce, aczkolwiek najlepiej zbadane zostały u pętówki babienicy.
Gruczoły wylęgowe umiejscowione są na przedniej stronie ciała larwy, grzbietowo, pomiędzy nozdrzami i oczami. Mogą tworzyć kształt litery Y. Należą do gruczołów jednokomórkowych, budują je duże komórki, pigmentowane u podstawy. Powstają przez indukcję komórek powierzchni ciała kijanki, z ektodermalnego naskórka dzięki działaniu mezodermy grzbietowej w procesie hamowanym przez kwas retinowy, aczkolwiek podejrzewano też, że mogą pochodzić z głębszych warstw, o czym miałaby świadczyć obecność ich markera UVS-2 także w głębszych warstwach głowy kijanki, bądź że miałyby pochodzić z grzebienia nerwowego.